# Valerio Pocar
Valerio Pocar (né le 6 juin 1944 à Viggiù - ) est un universitaire italien, professeur de sociologie et avocat.

## Biographie
Valerio Pocar est diplômé en droit en 1967. Avocat de profession, il devient en 1973 professeur de sociologie du droit à l'Université de Messine (sciences politiques), ainsi qu'à l'Université de Milan (sciences politiques et jurisprudence), pour ensuite prendre en charge l'enseignement de la sociologie du droit à l'Université de Milan-Bicocca. En 1988, il devient président du Conseil de bioéthique, membre du comité éthique de la fondation Florian et de l'institut neurologique Carlo Besta.
Il est l'auteur d'une centaine de publications (articles et livres) sur l'histoire de la pensée socio-juridique, sur la sociologie des professions juridiques, sur la sociologie du droit de la famille et sur la bioéthique.
En 2003, il devient membre du comité de présidence de la branche italienne de l'Union des athées et des agnostiques rationalistes.

## Sources
- (it) Cet article est partiellement ou en totalité issu de l’article de Wikipédia en italien intitulé « Valerio Pocar » (voir la liste des auteurs).